# مشروع تطوير نوارة
مشروع تطوير نوارة (بالفرنسية: Le projet de développement de Nawara ؛ بالإنجليزية: Nawara Development Project) هو مشروع تطوير حقل غاز في ولاية تطاوين في جنوب تونس.

## تاريخ المشروع
في 2003، وقع إسناد رخصة للتنقيب في منطقة جنين (ولاية تطاوين) إلى المؤسسة التونسية للأنشطة البترولية (ETAP) وأو إم في (OMV) وتنص الاتفاقية أن تكاليف البحوث، بما في ذلك حفر الآبار الاستكشافية، ستكون على حساب أو إم في.

في يناير 2006، أعلنت أو أم في اكتشاف متكثف الغاز الطبيعي في حقل نوارة. من ثم حملات حفر لاحقة تؤدي إلى اكتشاف ثمانية آبار إيجابية أخرى في 2010.

قدمت شركتي OMV وETAP خطة لوزارة الصناعة لتنمية الاكتشافات وتتطلب استغلال الاكتشافات. في فبراير 2010، وقع منح حق استغلال نوارة بالتناصف للشركتين.

لنقل الغاز مستقبلا الذي يقدر بنحو أربعة ملايين متر مكعب يوميا من مختلف الحقول والاكتشافات المحتملة في المستقبل في جنوب تونس، تم إطلاق المشروع في عام 2008 من قبل ETAP وOMV، إني (التي غادرت التحالف في أواخر 2012) واشتراء OMV لأصول بايونير في يناير 2011. المشروع هو تطوير المزيد من الاكتشافات لامتياز نوارة، يتم تقسيم الإنتاج اليومي من الغاز بنسبة اثنين وليس أكثر من مليوني متر مكعب.

في أبريل 2012، قامت الحكومة التونسية، بصفة أحادية، بتحوير مكان الوحدات ومسار خط الأنابيب حتى يشمل مدينة تطاوين. لأن المسار الجديد من شأنه أن يجعل المشروع أكثر تعقيدا من الناحية التقنية وغير مجد اقتصاديا، وتبعا لذلك وافقت الحكومة على مواصلة اتباع مسار الانبوب الأصلي مع بناء وحدة معالجة الغاز في قابس في فبراير]] 2013. أعلنت الحكومة في مارس 2014 أنها ستقوم ببناء خط فرعي إلى مدينة تطاوين لتلبية الطلب المحلي من الغاز الطبيعي ومحطة لمعالجة الغاز ومحطة لتعبئة قوارير الغاز بتطاوين وذلك في إطار مشروع غاز الجنوب.

مكونات المشروع هي مرافق الإنتاج في موقع نوارة، وخطوط الأنابيب من موقع نوارة ومصانع لمعالجة الغاز لإنتاج الغاز المسال والغاز التجاري.

فرص المشروع للاقتصاد التونسي تتمثل في إنشاء صناعة طاقية باعتبارها العمود الفقري للنمو الاقتصادي. بالإضافة إلى تطوير الموارد الوطنية، حيث ستقلل تونس اعتمادها على واردات الطاقة وزيادة الناتج المحلي الإجمالي مع صناعة الطاقة الوطنية. مشروع غاز نوارة سيوفر احتياطيات من الغاز الطبيعي ومتكثف الغاز الطبيعي، وسيوفر خط أنابيب الذي يتضمن قدرات للتطورات المستقبلية وربط ولاية تطاوين عبر استثمار مبلغ إضافي من الحكومة التونسية مع شبكة الغاز للمرة الأولى.

## أهداف المشروع
- جلب 16 مليار متر مكعب قياسي من مبيعات الغاز إلى السوق التونسية، وهو ما يقرب من 11٪ من استهلاك الغاز في تونس.
- إنتاج وبيع إضافي ب13.5 مليون برميل من متكثف الغاز الطبيعي، و10.5 مليون مكافئ برميل النفط من الغاز النفطي المسال (GPL).
- توفير إنتاج يساوي 000 18 مكافئ برميل النفط في اليوم على مدى 13 عاما، وبلغت ذروته حوالي 500 21 مكافئ برميل النفط في اليوم خلال السنوات القليلة الأولى. المرحلة الأولى من المشروع هي في طور الإنجاز، تليها مرحلة الحفر الثانية بعد بدء الإنتاج في 2016 مع حصة امتياز ب50٪.

## فوائد المشروع للاقتصاد التونسي
- خلق فرص عمل: أشغال البناء ستستمر لمدة بين 2 و3 سنوات، وستوفر 1000 موطن شغل إضافي. مشروع تطوير نوارة يوفر بالإضافة إلى ذلك حوالي 200 مواطن شغل قار احترافي وغير احترافي.
- جلب الدخل المالي العالي لتونس: إن الأثر المالي للميزانية التونسية أن سيكون كبير وناتجا عن عائدات الغاز والضرائب.
- إنشاء صناعة الطاقة لتكون العمود الفقري للنمو الاقتصادي: من خلال تطوير الموارد الوطنية لتونس وتقليل اعتمادها على واردات الطاقة وزيادة الناتج المحلي الإجمالي مع هذا صناعة الطاقة المحلية. خط أنابيب الغاز الرئيسي لديه القدرة التصميمية لمدة تصل إلى 10 ملايين متر مكعب في اليوم، وبالتالي تمكين إنتاج كمية إضافية من الغاز في المستقبل من اكتشافات الغاز الجديدة المحتملة في جنوب تونس.

## الفكرة
في أعقاب خطة التنمية التي وافقت عليها الإدارة العامة للطاقة في مايو 2013، مشروع تطوير نوارة يتكون أساسا من أربعة عناصر:
- مركز معالجة مرافق (Central Processing Facilities) في موقع نوارة (أشغال البناء بين أغسطس 2014 وأكتوبر 2016).
- خط أنابيب غاز (370 كم) من موقع نوارة إلى مدينة قابس (أشغال البناء بين يوليو 2014 وأكتوبر 2016).
- محطة معالجة الغاز (Gas Treatment Plant) في قابس لإنتاج الغاز النفطي المسال (GPL) والغاز التجاري (أشغال البناء بين سبتمبر 2014 وأكتوبر 2016).

الاستثمار الحكومي الإضافي في ولاية تطاوين: خط أنابيب كبير بين منطقة كمور الصحراوية إلى مدينة تطاوين. وحدة معالجة بطاقة 000 600 متر مكعب في اليوم من الغاز الطبيعي وكذلك وحدة تعبئة الغاز السائل. المشروع وتمويله من قبل المؤسسة التونسية للأنشطة البترولية (ETAP).

## مقالات ذات صلة
- غاز الجنوب (تونس)
- الطاقة في تونس
- اقتصاد تونس
- الموارد الطبيعية في تونس.

## روابط خارجية
- (ar) مشروع تطوير نوارة على موقع شركة OMV.
- (en) تونس: OMV تستثمر 500 مليون يورو في مشروع تطوير نوارة، أويل أند غاز جورنال، 30 مايو 2014